# Австрійська протока
Австрійська протока (рос. Австри́йский пролив) — протока в архіпелазі Земля Франца-Йосифа, Архангельська область, Росія. Розділяє острови Галля, Хейса і Вінер-Нойштадт із заходу і Землю Вільчека і Комсомольські зі сходу. Поєднує протоку Березкіна з Баренцовим морем.
Вхідні миси в південному вході протоки: Франкфурт (із заходу) і Ганза (зі сходу); у північному вході: Тіроль (із заходу) і Геллера (зі сходу). Австрійська протока розділяє східну і центральну частини архіпелагу Земля Франца-Йосифа.
Відкрита і названа в 1874 році австро-угорською полярною експедицією. Керівник експедиції Юліус Пайєр прийняв Землю Франца-Йосифа за два острови, розділені цією протокою.